# Superprestige 2007-2008
Navigation
2006-2007 2008-2009
Le Superprestige 2007-2008 est la 26e édition du Superprestige, compétition qui se déroule entre le 14 octobre 2007 et le 16 février 2008 et composée de huit manches pour les élites hommes, espoirs et juniors ayant lieu en Belgique et aux Pays-Bas. Toutes les épreuves font partie du calendrier de la saison de cyclo-cross masculine 2007-2008. Les classements sont remportés par le Belge Sven Nys pour la huitième fois chez les élites, par le Néerlandais Thijs van Amerongen chez les espoirs et par un autre Belge Stef Boden chez les juniors.

## Barème
Les 15 premiers de chaque course marquent des points pour le classement général suivant le tableau suivant :
| Position           | 1er | 2e | 3e | 4e | 5e | 6e | 7e | 8e | 9e | 10e | 11e | 12e | 13e | 14e | 15e |
| Classement général | 15  | 14 | 13 | 12 | 11 | 10 | 9  | 8  | 7  | 6   | 5   | 4   | 3   | 2   | 1   |

## Hommes élites

### Résultats
| # | Date        | Lieu                                               | Vainqueur    | Deuxième            | Troisième           | Leader du classement général |
| - | ----------- | -------------------------------------------------- | ------------ | ------------------- | ------------------- | ---------------------------- |
| 1 | 14 octobre  | Ruddervoorde (Cyclo-cross de Ruddervoorde)         | Sven Nys     | Zdeněk Štybar       | Bart Wellens        | Sven Nys                     |
| 2 | 4 novembre  | Hamme-Zogge (Bollekescross)                        | Sven Nys     | Zdeněk Štybar       | Bart Wellens        | Sven Nys                     |
| 3 | 18 novembre | Gavere (Cyclo-cross d'Asper-Gavere)                | Sven Nys     | Francis Mourey      | Bart Wellens        | Sven Nys                     |
| 4 | 25 novembre | Gieten (Cyclo-cross de Gieten)                     | Niels Albert | Sven Nys            | Lars Boom           | Sven Nys                     |
| 5 | 9 décembre  | Veghel (Cyclo-cross international de Veghel-Eerde) | Sven Nys     | Niels Albert        | Bart Wellens        | Sven Nys                     |
| 6 | 30 décembre | Diegem (Cyclo-cross de Diegem)                     | Sven Nys     | Radomír Šimůnek jr. | Zdeněk Štybar       | Sven Nys                     |
| 7 | 3 février   | Hoogstraten (Vlaamse Aardbeiencross)               | Niels Albert | Zdeněk Štybar       | Sven Vanthourenhout | Sven Nys                     |
| 8 | 16 février  | Vorselaar (GP Fidea)                               | Niels Albert | Radomír Šimůnek jr. | Sven Vanthourenhout | Sven Nys                     |

### Classement général
| Pos | Coureur             | Points |
| --- | ------------------- | ------ |
| 1   | Sven Nys            | 109    |
| 2   | Bart Wellens        | 96     |
| 3   | Niels Albert        | 92     |
| 4   | Zdeněk Štybar       | 89     |
| 5   | Richard Groenendaal | 63     |
| 6   | Radomír Šimůnek jr. | 59     |
| 7   | Erwin Vervecken     | 59     |
| 8   | Klaas Vantornout    | 49     |
| 9   | Sven Vanthourenhout | 42     |
| 10  | Wilant van Gils     | 42     |

## Hommes espoirs

### Résultats
| # | Date        | Lieu                                               | Vainqueur           | Deuxième            | Troisième           | Leader du classement général            |
| - | ----------- | -------------------------------------------------- | ------------------- | ------------------- | ------------------- | --------------------------------------- |
| 1 | 14 octobre  | Ruddervoorde (Cyclo-cross de Ruddervoorde)         | Tom Meeusen         | Julien Taramarcaz   | Thijs van Amerongen | Tom Meeusen                             |
| 2 | 4 novembre  | Hamme-Zogge (Bollekescross)                        | Thijs van Amerongen | Kenny Geluykens     | Dries Govaerts      | Thijs van Amerongen                     |
| 3 | 18 novembre | Gavere (Cyclo-cross d'Asper-Gavere)                | Philipp Walsleben   | Jempy Drucker       | Julien Taramarcaz   | Julien Taramarcaz                       |
| 4 | 25 novembre | Gieten (Cyclo-cross de Gieten)                     | Philipp Walsleben   | Thijs van Amerongen | Jempy Drucker       | Julien Taramarcaz / Thijs van Amerongen |
| 5 | 9 décembre  | Veghel (Cyclo-cross international de Veghel-Eerde) | Julien Taramarcaz   | Bart Verschueren    | Thijs van Amerongen | Julien Taramarcaz                       |
| 6 | 30 décembre | Diegem (Cyclo-cross de Diegem)                     | Thijs van Amerongen | Paul Voss           | Jempy Drucker       | Thijs van Amerongen                     |
| 7 | 3 février   | Hoogstraten (Vlaamse Aardbeiencross)               | Jempy Drucker       | Vincent Baestaens   | Thijs van Amerongen | Thijs van Amerongen                     |
| 8 | 16 février  | Vorselaar (GP Fidea)                               | Tom Meeusen         | Jempy Drucker       | Ramon Sinkeldam     | Thijs van Amerongen                     |

### Classement général
| Pos | Coureur             | Points |
| --- | ------------------- | ------ |
| 1   | Thijs van Amerongen |        |
| 2   | Jempy Drucker       |        |
| 3   | Julien Taramarcaz   |        |

## Hommes juniors

### Résultats
| # | Date        | Lieu                                               | Vainqueur         | Deuxième        | Troisième           | Leader du classement général |
| - | ----------- | -------------------------------------------------- | ----------------- | --------------- | ------------------- | ---------------------------- |
| 1 | 14 octobre  | Ruddervoorde (Cyclo-cross de Ruddervoorde)         | Stef Boden        | Valentin Scherz | Kevin Smit          | Stef Boden                   |
| 2 | 4 novembre  | Hamme-Zogge (Bollekescross)                        | Lars van der Haar | Kaj Slenter     | Zeb Willems         |                              |
| 3 | 18 novembre | Gavere (Cyclo-cross d'Asper-Gavere)                | Lubomír Petruš    | Stef Boden      | Arnaud Jouffroy     |                              |
| 4 | 25 novembre | Gieten (Cyclo-cross de Gieten)                     | Marek Konwa       | Tijmen Eising   | Arnaud Grand        |                              |
| 5 | 9 décembre  | Veghel (Cyclo-cross international de Veghel-Eerde) | Stef Boden        | Tijmen Eising   | Harm van der Sanden |                              |
| 6 | 30 décembre | Diegem (Cyclo-cross de Diegem)                     | Peter Sagan       | Tijmen Eising   | Matthias Rupp       |                              |
| 7 | 3 février   | Hoogstraten (Vlaamse Aardbeiencross)               | Arnaud Jouffroy   | Sean De Bie     | Stef Boden          |                              |
| 8 | 16 février  | Vorselaar (GP Fidea)                               | Tijmen Eising     | Stef Boden      | Wietse Bosmans      | Stef Boden                   |

### Classement général
| Pos | Coureur             | Points |
| --- | ------------------- | ------ |
| 1   | Stef Boden          |        |
| 2   | Tijmen Eising       |        |
| 3   | Geert van der Horst |        |